# ألبرت إلمر
ألبرت إلمر (بالإنجليزية: Ebenezer Elmer)‏ هو سياسي أمريكي، ولد في 23 أغسطس 1752، وتوفي في 18 أكتوبر 1843 في الولايات المتحدة. انتخب عضو جمعية نيوجيرسي العامة وانتخب عضو مجلس النواب الأمريكي.